# Tribunal de Sidi M'Hamed
Le Tribunal de Sidi M'Hamed ou Tribunal d'Abane Ramdane est la plus ancienne juridiction de la wilaya d'Alger par le nombre d'affaires traitées par les tribunaux relevant de sa circonscription qui s'étend sur la wilaya d'Alger.
Les locaux de ce tribunal se trouvent rue Abane Ramdane à Alger-Centre.

## Circonscription judiciaire
La circonscription judiciaire du tribunal de Sidi M'Hamed est régie par la Cour d'Alger :
| Tribunal     | Daïra                                      | Communes |
| ------------ | ------------------------------------------ | --- |
| Sidi M'Hamed | Daïra de Sidi M'Hamed Daïra de Hussein-Dey | • Commune de Sidi M'Hamed • Commune d'Alger-Centre • Commune de Belouizdad • Commune d'El Madania • Commune d'El Mouradia |

## Présidents du tribunal
| N° | Président du tribunal | Début           | Fin  |
| -- | --------------------- | --------------- | ---- |
| 01 | Abdelhakim Daâlèche   | 27 juillet 2007 | 2013 |
| 02 | Mohamed Djimane       | 27 juillet 2013 | 2016 |

## Procureurs de la République
| N° | Procureur de la République | Début           | Fin          |
| -- | -------------------------- | --------------- | ------------ |
| 01 | Mohamed Tahar Abed         | 27 juillet 2016 | 14 août 2001 |
| 02 | Khaled Laïfa               | 14 août 2001    | 14 août 2003 |
| 03 | Khaled El Bey              | 27 juillet 2016 | 2016         |